# 가족성 샘종 폴립증
가족성 샘종 폴립증(영어: familial adenomatous polyposis, FAP)은 결장 상피세포에 무수히 많은 용종이 돋아나는 희귀병이다. 일반적인 대장 용종은 내시경을 통해 찾아내 제거할 수 있지만, 가족성 샘종 폴립증은 대장 내부 거의 전체가 용종으로 뒤덮여 있기에, 그 용종들 중 최소한 한 개는 대장암으로 발전하게 된다. 즉 발암 확률이 100%이므로, 예방을 위한 대장 절제를 받아야 한다.

## 같이 보기
- 대장암